# Cheick N'Diaye
Cheick N'Diaye (15 febbraio 1985) è un calciatore senegalese, portiere del Langueux.

## Carriera

### Club
Dopo una stagione al Noisy-le-Sec, nel 2005 è stato acquistato dal Rennes, che lo ha inserito nella seconda squadra. Dopo due stagioni nella seconda squadra del club rossonero si è trasferito in prestito per una stagione al Créteil-Lusitanos. Tornato al Rennes, vi ha militato per due stagioni, ottenendo una presenza in prima squadra e 18 nella squadra riserve. Nell'agosto 2010 si è trasferito in prestito al Paris FC. Tornato al Rennes, vi ha militato fino al 2014, anno in cui è scaduto il contratto col club rossonero. Dopo una stagione da svincolato, nel giugno 2015 è stato ingaggiato dal Sedan. Nel giugno 2016 è stato ingaggiato dallo Stade Briochin.

### Nazionale
Ha debuttato in Nazionale il 17 agosto 2005, nell'amichevole Senegal-Ghana (0-0). Ha partecipato, con la selezione senegalese, alla Coppa d'Africa 2006, alla Coppa d'Africa 2008 e alle qualificazioni ai Mondiali 2014. Ha collezionato in totale, con la maglia della selezione senegalese, 13 presenze e 12 reti subite.

## Statistiche

### Cronologia presenze e reti in nazionale
| Cronologia completa delle presenze e delle reti in nazionale ― Senegal | Cronologia completa delle presenze e delle reti in nazionale ― Senegal | Cronologia completa delle presenze e delle reti in nazionale ― Senegal | Cronologia completa delle presenze e delle reti in nazionale ― Senegal | Cronologia completa delle presenze e delle reti in nazionale ― Senegal | Cronologia completa delle presenze e delle reti in nazionale ― Senegal | Cronologia completa delle presenze e delle reti in nazionale ― Senegal | Cronologia completa delle presenze e delle reti in nazionale ― Senegal |
| Data                                                                   | Città                                                                  | In casa                                                                | Risultato                                                              | Ospiti                                                                 | Competizione                                                           | Reti                                                                   | Note                                                                   |
| ---------------------------------------------------------------------- | ---------------------------------------------------------------------- | ---------------------------------------------------------------------- | ---------------------------------------------------------------------- | ---------------------------------------------------------------------- | ---------------------------------------------------------------------- | ---------------------------------------------------------------------- | ---------------------------------------------------------------------- |
| 17-8-2005                                                              | Brentford                                                              | Senegal                                                                | 0 – 0                                                                  | Ghana                                                                  | Amichevole                                                             | -                                                                      | 84’                                                                    |
| 14-10-2007                                                             | Rouen                                                                  | Guinea                                                                 | 1 – 3                                                                  | Senegal                                                                | Amichevole                                                             | -1                                                                     |                                                                        |
| 1-4-2009                                                               | Teheran                                                                | Iran                                                                   | 1 – 1                                                                  | Senegal                                                                | Amichevole                                                             | -1                                                                     |                                                                        |
| 12-8-2009                                                              | Blois                                                                  | RD del Congo                                                           | 1 – 2                                                                  | Senegal                                                                | Amichevole                                                             | -1                                                                     |                                                                        |
| 5-9-2009                                                               | Loulé                                                                  | Angola                                                                 | 1 – 1                                                                  | Senegal                                                                | Amichevole                                                             | -1                                                                     |                                                                        |
| 14-10-2009                                                             | Seul                                                                   | Corea del Sud                                                          | 2 – 0                                                                  | Senegal                                                                | Amichevole                                                             | -2                                                                     |                                                                        |
| 27-5-2010                                                              | Aalborg                                                                | Danimarca                                                              | 2 – 0                                                                  | Senegal                                                                | Amichevole                                                             | -2                                                                     |                                                                        |
| 9-2-2011                                                               | Dakar                                                                  | Senegal                                                                | 3 – 0                                                                  | Guinea                                                                 | Amichevole                                                             | -                                                                      | 69’                                                                    |
| 11-11-2011                                                             | Mantes-la-Ville                                                        | Guinea                                                                 | 1 – 4                                                                  | Senegal                                                                | Amichevole                                                             | -1                                                                     | 46’                                                                    |
| 5-2-2013                                                               | Dakar                                                                  | Senegal                                                                | 1 – 1                                                                  | Guinea                                                                 | Amichevole                                                             | -1                                                                     | 46’                                                                    |
| 14-8-2013                                                              | Ndola                                                                  | Zambia                                                                 | 1 – 1                                                                  | Senegal                                                                | Amichevole                                                             | -1                                                                     | 46’                                                                    |
| 5-3-2014                                                               | Dakar                                                                  | Senegal                                                                | 1 – 1                                                                  | Mali                                                                   | Amichevole                                                             | -                                                                      | 46’                                                                    |
| 25-5-2014                                                              | Lancy                                                                  | Kosovo                                                                 | 1 – 3                                                                  | Senegal                                                                | Amichevole                                                             | -1                                                                     | 46’                                                                    |
| Totale                                                                 |                                                                        | Presenze                                                               | 13                                                                     |                                                                        | Reti                                                                   | -12                                                                    |                                                                        |